# Kósinov
Kósinov (en ruso: Косинов) es un jútor del ókrug urbano de Maikop en la república de Adigueya de Rusia. Está situado 13,6 km al norte del centro de Maikop, la capital de la república. Tenía 314 habitantes en 2010.